# John Kennard
John Kennard (Christchurch, 11 februari 1959) is een Nieuw-Zeelands rallynavigator, actief naast Hayden Paddon in het wereldkampioenschap rally.

## Carrière

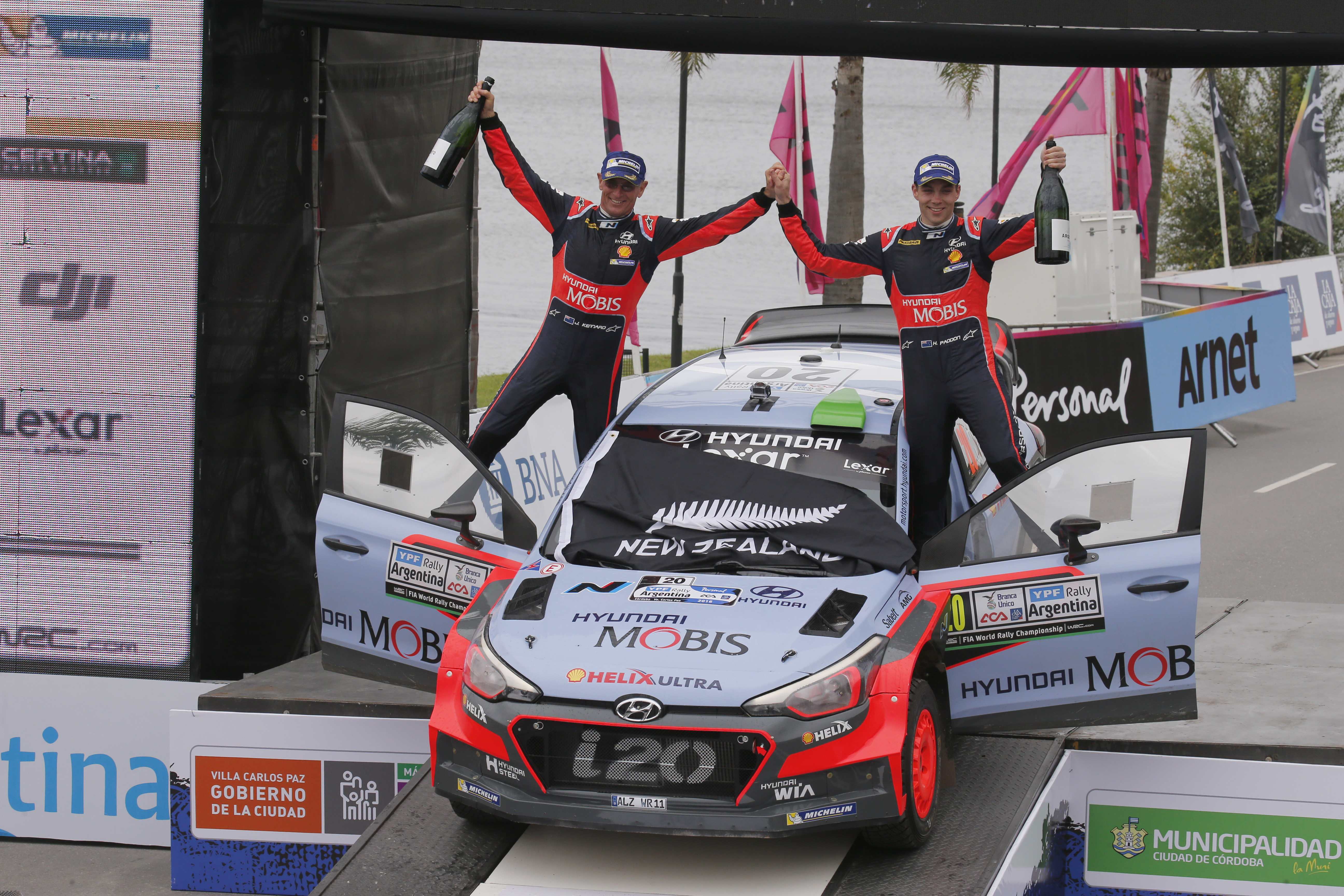
Het duo Kennard (links) en Paddon vieren hun zege in Argentinië in 2016

Kennard is sinds de jaren tachtig actief als navigator in de rallysport. Zijn eerste resultaat van formaat kwam met een derde plaats in de WK-ronde van Nieuw-Zeeland in 1988 met Malcolm Stewart aan de bestuurderskant. Jaren later maakte hij met Hayden Paddon een terugkeer op het hoogste niveau en boekte succes met het winnen van de Production World Rally Championship-titel in 2011. Sinds 2014 is het duo actief voor het fabrieksteam van Hyundai met de i20 WRC, en wist het Nieuw-Zeelands eerste WK-rally overwinning te boeken tijdens de Rally van Argentinië in 2016. Als 57-jarige werd Kennard daarmee ook de oudste winnaar van een WK-rally ooit.
In 2017 heeft Kennard aangekondigd te stoppen als navigator en wordt Sebastian Marshall zijn opvolger naast Paddon. Zijn laatste optreden zal zijn in Finland, waar hij tweeëndertig jaar eerder zijn eerste opwachting maakte in het WK. Wel blijft hij betrokken bij het team van Hyundai.